# Prefettura apostolica delle Isole dei Mari del Sud
La prefettura apostolica delle Isole dei Mari del Sud è una sede soppressa della Chiesa cattolica.

## Storia
La prefettura apostolica delle Isole dei Mari del Sud fu eretta il 10 gennaio 1830, ricavandone il territorio dalla prefettura apostolica di Bourbon (oggi diocesi di Saint-Denis-de-La Réunion); il primo prefetto, Henri de Solages, mantenne contestualmente anche la carica di prefetto apostolico di Bourbon. La prefettura comprendeva tutta l'Oceania, ad esclusione dell'Australia. Originariamente il territorio comprendeva tutte le isole del Pacifico comprese tra la Nuova Zelanda e l'Isola di Pasqua e a sud dell'equatore. Non esisteva una vera e propria sede prefettizia: de Solages non giunse mai nel territorio a causa della sua morte prematura, avvenuta in Madagascar nel 1832, e dopo di lui non furono nominati altri prefetti.
L'8 giugno 1833 la struttura ecclesiale del Pacifico fu riorganizzata. La prefettura apostolica cedette l'Isola di Pasqua, le Pitcairn, le Tuamotu, le Marchesi, le Isole della Società e le isole di Tubuai e di Roggenwein a vantaggio dell'erezione della prefettura apostolica dell'Oceania meridionale. Nel contempo fu eretto il vicariato apostolico dell'Oceania orientale (oggi arcidiocesi di Papeete), che non aveva territorio proprio, ma riuniva la prefettura apostolica dell'Oceania meridionale e la prefettura apostolica delle Isole Sandwich (oggi diocesi di Honolulu).
Il 13 maggio 1836 con il breve Pastorale officium di papa Gregorio XVI fu completata la riorganizzazione del 1833 con l'erezione del vicariato apostolico dell'Oceania occidentale (da cui deriva l'attuale diocesi di Auckland) nella parte restante della prefettura apostolica delle Isole dei Mari del Sud, che fu contestualmente soppressa.

## Cronotassi dei vescovi
- Henri de Solages † (1830 - 8 dicembre 1832 deceduto)
  - Sede vacante (1831-1836)[1]